# Adesmia pirionii
Adesmia pirionii är en ärtväxtart som beskrevs av Ivan Murray Johnston. Adesmia pirionii ingår i släktet Adesmia och familjen ärtväxter. Inga underarter finns listade i Catalogue of Life.